# Telex (méthode de saisie)
Pour les articles homonymes, voir Telex.
Télex ou TELEX (en vietnamien : Quốc ngữ điện tín, litt. « télégramme en langue nationale ») est une convention permettant de coder du texte vietnamien en caractères ASCII simples. À l'origine utilisée pour transmettre du texte vietnamien via des systèmes de télétype (télex), elle est aujourd'hui l'une des méthodes de saisie les plus répandues sur les téléphones, écrans tactiles et ordinateurs. Le code Morse vietnamien utilise le système TELEX. D'autres systèmes incluent VNI et VIQR.

## Histoire
La méthode Telex repose sur un ensemble de règles conçues pour transmettre du texte vietnamien accentué via les télex (máy điện tín) dans les années 1920-1930. À l'époque, les infrastructures de télécommunication ne prenaient en charge que l'alphabet latin de base, ce qui pouvait entraîner des confusions. Par exemple, « vỡ đê » (« la digue a cédé ») pouvait être mal interprété comme « vợ đẻ » (« femme qui accouche »). Nguyễn Văn Vĩnh, un journaliste et traducteur renommé, est crédité de l'invention des premières règles du système Telex.
Avec l'avènement de l'informatique, les limitations des systèmes (manque de caractères vietnamiens) ont conduit à l'adaptation de mnémoniques comme Telex et Vietnamese Quoted-Readable (VIQR). Contrairement aux encodages comme VISCII (1 caractère = 1 octet), Telex représente un caractère vietnamien par 1 à 3 caractères ASCII.
Dans les années 1980-1990, Telex a été adopté pour saisir le vietnamien sur des claviers anglais standard. Des logiciels comme VietStar ou Bked (par Quách Tuấn Ngọc) ont popularisé cette méthode, étendue avec des raccourcis (ex. [ pour « ư »).[réf. souhaitée] En 1993, Telex a été standardisé au Vietnam (TCVN 5712).
Avec l'adoption d'Unicode dans les années 2000, Telex a perdu de son utilité pour le stockage de texte, mais reste une méthode de saisie répandue. Depuis Windows 10 (version 1903), Telex et VNI sont pris en charge nativement.

## Règles
L’alphabet vietnamien utilise un système complexe de signes diacritiques. La méthode Telex permet de les encoder en tapant d’abord une lettre de base, suivie d’un ou deux caractères représentant les accents. Elle exploite les particularités de l’orthographe vietnamienne :
- Les touches f, w, z et j n’existent pas en vietnamien, donc Telex les utilise pour les diacritiques (ex. màn = mafn).
- Bien que r et x fassent partie de l’alphabet vietnamien, ils ne peuvent pas suivre directement une voyelle. Telex les utilise aussi pour les accents.

| Caractère | Touches      | Exemple (saisie → résultat) |
| --------- | ------------ | --------------------------- |
| un        | aw           | trang-w → trăng             |
| un        | aa           | can-a → cân                 |
| d         | dd           | d-dau-a → đâu               |
| ê         | ee           | d-dem-e → đêm               |
| ô         | oo           | nho-o → nhô                 |
| ơ         | ow ou [      | mo-w ou m[ → mơ             |
| ư         | uw ou w ou ] | tu-w ou tw ou t] → tư       |

Pour écrire une suite de lettres sans diacritique (ex. xoong), doubler la lettre :
- xooong → xoong (sinon xoong → xông)

| Tonifier           | Touche    | Exemple (saisie → résultat) |
| ------------------ | --------- | --------------------------- |
| Ngang (plat)       | z ou rien | ta → ta                     |
| Huyền (descendant) | f         | taf → tà                    |
| Sắc (montant)      | s         | tas → tá                    |
| Hỏi (intonation)   | r         | tar → tả                    |
| Ngã (cassé)        | x         | tax → tã                    |
| Nặng ()            | j         | taj → tạ                    |

- Le dernier accent saisi est appliqué (ex. asz → a | awj → ặ).
- La touche z peut aussi supprimer les diacritiques.
- Pour taper une lettre normale (ex. f), la doubler :
  - her → hẻ
  - herr → her.